# Psorospermum trichophyllum
Psorospermum trichophyllum är en johannesörtsväxtart som beskrevs av John Gilbert Baker. Psorospermum trichophyllum ingår i släktet Psorospermum och familjen johannesörtsväxter. Inga underarter finns listade i Catalogue of Life.